# Yusef Karami
Yusef Karami (Miané, 22 de marzo de 1983) es un deportista iraní que compitió en taekwondo.
Participó en dos Juegos Olímpicos de Verano en los años 2004 y 2012, obteniendo una medalla de bronce en la edición de Atenas 2004 en la categoría de –80 kg. En los Juegos Asiáticos consiguió dos medallas de oro en los años 2006 y 2010.
Ganó cuatro medallas en el Campeonato Mundial de Taekwondo entre los años 2003 y 2011, y tres medallas en el Campeonato Asiático de Taekwondo entre los años 2002 y 2014.

## Palmarés internacional
| Juegos Olímpicos    | Juegos Olímpicos                  | Juegos Olímpicos  | Juegos Olímpicos |
| Año                 | Lugar                             | Medalla           | Categoría        |
| ------------------- | --------------------------------- | ----------------- | ---------------- |
| 2004                | Atenas (Grecia)                   | Medalla de bronce | –80 kg           |
| Campeonato Mundial  |                                   |                   |                  |
| Año                 | Lugar                             | Medalla           | Categoría        |
| 2003                | Garmisch-Partenkirchen (Alemania) | Medalla de oro    | –84 kg           |
| 2005                | Madrid (España)                   | Medalla de bronce | –84 kg           |
| 2009                | Copenhague (Dinamarca)            | Medalla de bronce | –87 kg           |
| 2011                | Gyeongju (Corea del Sur)          | Medalla de oro    | –87 kg           |
| Juegos Asiáticos    |                                   |                   |                  |
| Año                 | Lugar                             | Medalla           | Categoría        |
| 2006                | Doha (Catar)                      | Medalla de oro    | –84 kg           |
| 2010                | Cantón (China)                    | Medalla de oro    | –87 kg           |
| Campeonato Asiático |                                   |                   |                  |
| Año                 | Lugar                             | Medalla           | Categoría        |
| 2002                | Amán (Jordania)                   | Medalla de oro    | –78 kg           |
| 2010                | Astaná (Kazajistán)               | Medalla de plata  | –87 kg           |
| 2014                | Taskent (Uzbekistán)              | Medalla de plata  | –87 kg           |